# Hand It Over
Albums de Dinosaur Jr.
Without a Sound
(1994) Beyond
(2007)
Singles
1. I'm Insane
Sortie : 1997

Hand It Over est le septième album studio du groupe américain Dinosaur Jr., sorti en mars 1997.

## L'album
Hand It Over est publié en mars 1997,. L'album est enregistré avec l'aide de Kevin Shields, du groupe My Bloody Valentine,. 
La major Blanco y Negro/Reprise ne s'investit pas dans la promotion de l'album et rompt son contrat avec Dinosaur Jr., alors qu'il restait au groupe un album à publier. L'album ne s'écoule qu'à 34 000 exemplaires aux États-Unis, marquant le « premier recul commercial du groupe » au cours de sa carrière.
L'album reste tout de même une semaine dans le classement Billboard 200 avec un pic à la 188e position, et une semaine dans le UK Albums Chart britannique, avec un pic à la 82e position. 

## Liste des titres
Tous les titres sont écrits par J Mascis. 
1. I Dont Think (3:21)
2. Never Bought It (3:42)
3. Nothin's Goin On (3:13)
4. I'm Insane (3:52)
5. Can't We Move This (3:41)
6. Alone (8:00)
7. Sure Not Over You (4:09)
8. Loaded (3:26)
9. Mick (4:38)
10. I Knu Yer Insane (3:02)
11. Gettin' Rough (2:12)
12. Gotta Know (4:48)

## Musiciens

### Dinosaur Jr.
- J Mascis - guitare électrique, chant, batterie
- Mike Johnson - basse

### Musiciens additionnels
- Kevin Shields - chœurs sur I Dont Think et Never Bought It, ingénieur du son
- Bilinda Butcher - chœurs sur I Dont Think
- Tiffany Anders - chœurs sur Never Bought It et I'm Insane
- Kurt Fedora - basse sur Alone
- Dan Mclughlin - claviers sur Sure Not Over You
- George Berz - batterie sur I Knu Yer Insane

## Vidéos promotionnelles
- 1997 : I'm Insane